# Реус, Андрей Георгиевич
Андре́й Гео́ргиевич Реус (род. 10 мая 1960, Челябинск) — бывший генеральный директор ОАО «ОПК „Оборонпром“».

## Биография
Родился в Челябинске. Окончил МГУ (1983). Доктор экономических наук.
- В 1983—1991 годах — работал на Челябинском тракторном заводе.
- В 1991—1992 годах — консультант Урало-Сибирского регионального дома экономической и научно-технической пропаганды (г. Челябинск).
- В 1992—1994 годах — заместитель директора Методологического культурно-образовательного центра «Сеть-1» (г. Челябинск).
- В 1994—1998 годах — финансовый директор Международной академии бизнеса и банковского дела (г. Тольятти).
- С 1998 года — советник заместителя председателя Правительства Российской Федерации.
- В 1998—1999 годах — заместитель руководителя Департамента межбюджетных отношений Министерства финансов РФ[2].
- В 1999—2004 годах — руководитель Секретариата Заместителя Председателя Правительства Российской Федерации.
- С 3 апреля 2004 по 21 сентября 2007 года — заместитель Министра промышленности и энергетики Российской Федерации[3].
- С 21 сентября 2007 года назначен главой компании ОАО «ОПК „Оборонпром“».
- 2008 — 19 июля 2012 — генеральный директор АО «Объединённая двигателестроительная корпорация»[4].

## Награды
- Орден «За заслуги перед Отечеством» IV степени (2012)
- Орден Почёта (2006)
- Медаль ордена «За заслуги перед Отечеством» I степени (2006)